# Желиховская, Лена
Лена Желиховская (пол. Lena Żelichowska, наст. имя Хелена Желиховская пол. Helena Żelichowska) — польская актриса театра, кино и кабаре.

## Биография
Лена Желиховская родилась 12 августа 1910 года в Варшаве. Дебютировала на сцене в 1926 г. как танцовщица балета. Актриса театров и кабаре в Варшаве. Умерла 14 октября 1958 года в Сан-Франциско, похоронена на кладбище Старые Повонзки в Варшаве.

## Избранная фильмография
- 1933 — Шпион в маске / Szpieg w masce
- 1934 — Чёрная жемчужина / Czarna perła
- 1936 — Барбара Радзивилл / Barbara Radziwiłłówna
- 1936 — Его большая любовь / Jego wielka miłość
- 1936 — Роза / Róża
- 1936 — Тайна мисс Бринкс / Tajemnica panny Brinx
- 1937 — О чём мечтают женщины / O czym marzą kobiety
- 1937 — Извозчик № 13 / Dorożkarz nr 13
- 1937 — Женщина и дипломатия, или Варшавский скандал / Dyplomatyczna żona
- 1937 — Ты, что в Острой светишь Браме... / Ty, co w Ostrej świecisz Bramie
- 1937 — Парад Варшавы / Parada Warszawy
- 1938 — Граница / Granica
- 1938 — Сигналы / Sygnały
- 1939 — Солдат королевы Мадагаскара / Żołnierz królowej Madagaskaru